# Szajol címere

Szajol község címere

Szajol címere egy kerek talpú, úgynevezett dobor pajzs, melynek kék hátterén zöld tér fölött kettős pajzsú páncélos vitéz áll. A zöld teret hullámos ezüst pálya szeli át, mely a település egyik legjellegzetesebb táji egységét, a Tiszát jeleníti meg.
A páncélos vitéz a nemesi származású lakosság azon kiváltságát szimbolizálja, mely szerint a község szabad nemesei csupán katonai szolgálattal tartoznak a királynak. A kettős pajzs kettős oltalmat jelképez: a vitéz bal karján lévő magyarországi kiscímer a haza védelmét, míg a jobb karján lévő a település színeit ábrázolja (kék és ezüst).
A pajzs fölött egy jellegzetesen kisnemesi, tehát ötágú rangjelző korona látható, szintén az őslakosságra utalva.
Szajol község Önkormányzatának Képviselő-testülete 1994-ben döntött a címerről, mely tisztelet a múlt előtt, az ősi Hegedűs családok előtt, akik 1701. Június 30-án I. Lipóttól címeres nemeslevelet kaptak. Az 1701-es címer volt az alapja az új címernek, mely jelképében kifejezi a település táji-történeti szakminőségét, speciális jellemzőit és azokat egyedi formában ragadja meg.

## Az 1701-es címer
I. Lipót magyar király és német-római császár 1701. június 30-án, a királynak tett hűségéért és hű szolgálataiért nemesi oklevelet és nemesi címert adományozott a Tisza-Szajoli nemes Hegedeös Gergely-nek és fivéreinek: Péternek, Jánosnak, Istvánnak és Mihálynak, valamint azok családjainak.
A család ekkor a következő címert kapta: „egy kék színű, álló katonai pajzsot, melynek talpát arany korona foglalja el amin egy páncélba öltözött, egyik kezében osztrák, másikban magyar címert tartó és fején zárt vassisakot viselő férfi látszik állni, a pajzsot pedig egy rostélyos vagy nyitott koronás katonai sisak fedi, amit egy az alsó mindnben hasonló, vértes, két kezét maga előtt tartó, növekvő és kiemelkedő fél férfi alak díszít, a sisak csúcsáról, vagy ormáról pedig az innenső oldalon aranysárga és kék, a túlsón pedig fehér és vörös foszlányok, vagy foszladékok omlanak le, lágyan a pajzsot körülvéve, és azt magát csinosan és finoman ékesítve”
Ez a későbbiekben Szajol címereként is funkcionált, majd ez szolgált a mai modern címer alapjául is.